# Кидрон, Асаф
Асаф Кидрон (ивр. אסף קדרון‎, род. 12 февраля 1976, Цфат, Северный округ) — израильский скульптор, работающий в основном с камнем. Его творения украшают мемориальные и религиозные объекты по всему Израилю.

## Биография
Асаф Кидрон родился у Йосефа и Рахели Кидрон в Цфате. Он учился в начальной школе «Ари» в Цфате и в средней городской школе-иешиве для мальчиков в Иерусалиме. Он также учился в ешиве Тиферет Цви и ешиве Кедумим. Он завершил военную службу в батальоне «Нецах Иегуда». Он женат на Нурит Фукс Кидрон.

## Избранные работы
В 2007 году Кидрон построил мемориал Иисусу Навину на ферме Гив’от Олам. В центре находится мозаичный пол с надписью: «Иисус, сын Навина. Будь твёрд и мужествен». Произведение состоит из семи кругов, вокруг которых посажено шестьдесят оливковых деревьев, символизирующих различные аспекты истории о битве Иисуса Навина за Иерихон. На ферме «Гивот Олам» Кидрон также создал Святой Ковчег и молитвенный стенд для синагоги.
Модель жертвенника, построенного Кидроном в 2009 году, находится в постоянной экспозиции Музея Института Храма. Камни были собраны в районе жертвенника на горе Гевал, где Иисус Навин построил жертвенник, когда вошёл в Землю. В 2010 году Кидрон построил надгробный памятник раввину Мордехаю Элияху. Этот надгробный камень сделан из камней, привезённых из Четырёх священных городов.
В 2011 году в результате нападения в Итамаре были убиты члены семьи Фогель. Через год после убийства состоялось освящение Мишкан Эхуда [Храма Эхуда], постоянного здания школьной ешивы в Итамаре. Священный Ковчег иешивы и вима (синагогальная платформа для чтения Торы) были построены Асафом Кидроном. Ковчег был изготовлен из местного камня. Земля между камнями была взята из сада семьи Фогель.
В 2014 году в Гуш-Эционе были похищены и убиты трое подростков. Примерно год спустя Кидрон построил памятник в их память в Эйнот Анер [Источники Анера] в квартале поселения Талмоним в Западной Самарии, где жил один из трёх убитых мальчиков, Гилад Шаер.
В 2016 году две мезузы, созданные Кидроном, были прикреплены в Пещере Патриархов в Хевроне, в залах Авраама и Иакова.
В 2018 году ханукальная менора, изготовленная Кидроном, была вручена вице-президенту США Майку Пенсу у Стены Плача по завершении его визита на Святую Землю. Менора была изготовлена из камня, взятого из долины под городом Маале Левона. Там Иуда Маккавей и горстка его бойцов вели свою первую героическую битву против легионов Селевкидов.
После того, как США заявили о переносе своего посольства в Иерусалим и признании Иерусалима столицей Государства Израиль, Кидрону было поручено подготовить значимое произведение искусства, которое выразило бы благодарность Государства Израиль американскому правительству. 5 марта 2018 года премьер-министр Израиля Биньямин Нетаньяху вручил произведение искусства президенту США Дональду Трампу.

## Галерея
- Вима в учебном зале ешивы Итамар
- Часть мемориала Иисусу Навину
- Мезуза у главного входа в Гробницу Патриархов в Хевроне
- Молитвенный аналой из камня и стекла
- Менора из камня и железа